# California (Aguascalientes)
California es una localidad del estado mexicano de Aguascalientes. Es parte del municipio de Rincón de Romos.

## Demografía
| Gráfica de evolución demográfica |
|                                  |

| Censo | Población |
| ----- | --------- |
| 1950  | 137       |
| 1960  | 277       |
| 1970  | 356       |
| 1980  | 476       |
| 1990  | 643       |
| 2000  | 748       |
| 2010  | 935       |
| 2020  | 1 188     |